# 국가소추주의
|                                                                  |
| 형사소송법                                                       |
| 이념과 구조                                                      |
| 무죄 추정의 원칙 · 자백배제법칙 · 전문법칙                       |
| 증거보전청구권 · 형사보상청구권 · 독수독과이론                   |
| 실체적 진실주의 · 적정절차 · 신속한 재판의 원칙                  |
| 진술거부권 · 접견교통권 · 증거개시제도                           |
| 열람등사권 · 위법수집증거배제법칙                                |
| 법원                                                             |
| 제척 · 기피 · 회피 관할 · 이송 · 법관                            |
| 피고인과 변호인                                                  |
| 피고인 ·변호인 · 성명모용자 · 공동피고인 국선변호인 · 법정대리인 |
| 검사                                                             |
| 기소독점주의 · 검사 동일체의 원칙                                |
| 수사                                                             |
| 함정수사 · 불심검문 · 임의동행 · 동행요구 · 사법경찰관           |
| 구속                                                             |
| 구속영장 · 체포영장                                              |
| 증거법                                                           |
| 정황증거 · 전문증거 · 진술조서 · 진술서 · 실황조사서 · 검증조서  |
| 진술 · 증인                                                      |
| 재판                                                             |
| 공소장 · 공소장일본주의                                          |
| 고소 · 고발 · 고소불가분의 원칙 · 자수                           |
| 상소                                                             |
| 항소, 상고 & 비상상고                                            |
| 다른 7법 영역                                                    |
| 헌법 · 민법 · 형법                                               |
| 민사소송법 · 형사소송법 · 행정법                                 |
| 포털: 법 · 법철학 · 형사정책                                     |
| v • d • e • h                                                    |

국가소추주의는 피의자에 대하여 형사소송절차에 의하여 법원에 사법권 행사를 구하는 공소는 검사가 제기하여 수행하는 형사소송법 제246조(국가소추주의)에 의하여 국가를 대신해 검사만이 공소권을 행사할 수 있도록 한 것이다. 기소독점주의(起訴獨占主義)는 라고도 한다. 검찰이 죄가 안됨, 혐의없음, 공소권 없음, 기타 사유로 수사의 필요성이 인정되지 않는 이유(법무부령 검찰사건처리규칙)로 지방검찰청 검사가불기소처분한 때 검찰청법에 의하여 고등검찰청에 항고를 할 수 있으며 고등검찰청 검사에 의하여 항고가 기각되었을 때 비로소 형사소송법에 의하여 대검찰청에 재항고를 하거나 고등법원에 재정신청을 할 수 있지만(예외적으로 기소유예 처분은 헌법재판소에 불기소처분 취소를 구하는 헌법소원 청구 가능) 대통령이 임명하는 검사의 판단을 대통령이 임명한 대법원장이 임명하는 판사라는 본질적인 한계로 인하여 관성적으로 기각하다 보니 검사의 독점적인 권한 행사의 부작용이 있어 1997년 대한민국 제15대 대통령 선거에서 검찰개혁의 일환으로 김대중 후보가 공직자비리수사처 설치를 공약으로 제시한 이래 계속하여 공약으로 제시한 바가 있으나 검찰의 반대로 뜻을 이루지 못하다 제20대 국회 후반기 2019년 패스트 트랙에 올리는 등 논란 끝에 자유한국당 등 보수정당을 제외한 여•야 합의로 법률이 제정되어 2020년 하반기 출범하게 되었다. 하지만 법률에서 정한 일부 고위공직자를 제외하고 검사의 기소독점주의는 유지된다.

## 예외
즉결심판
'판사가 20만원 이하의 벌금, 구류, 과료에 처하는 경미한 범죄'라고 정한 즉결심판을 청구할 수 있는 '경찰서장(일선 경찰관에 권한 위임)이 20만원 이하의 벌금이라는 경미한 범죄로 처벌하기로 정한 때'로서 이러한 사건은 정식 피의자 입건없이 청구한다. 다만, 판사가 즉결심판을 기각하거나 피의자가 정식재판을 청구하였을 때는 피의자로 입건된다.
법정경찰권(법원조직법 제58조 제59조 제61조 제64조제1항)
- 대법원 및 각급 법원과 법정에서 법관이 명하는 사무와 그 밖에 대법원장이 정하는 사무를 집행하고 집행관을 사용하기 어려운 사정이 있다고 인정될 때에 소송서류를 송달하게 하는 법원경위를 둔다.

- 법정 지휘권을 가지는 재판장이 직권으로 법정 내외에서 법정의 존엄과 질서를 해칠 우려가 있는 사람의 입정 금지 또는 퇴정을 명할 수 있고, 그 밖에 법정의 질서유지(제58조)에 필요한 명령을 할 수 있는 권한에 의한 명령과 누구든지 법정 안에서는 재판장의 허가 없이 녹화, 촬영, 중계방송 등의 행위 금지(59조)를 위반하거나 폭언, 소란 등의 행위로 법원의 심리를 방해하거나 재판의 위신을 현저하게 훼손한 사람에 대하여 결정으로 20일 이내의 감치(監置)에 처하거나 100만원 이하의 과태료를 부과할 수 있다. 이 경우 감치와 과태료는 병과(倂科)할 수 있다.(61조)

재정신청
검사에 의한 불기소 처분을 할 때 법원에서 불기소처분이 정당한지를 가리도록 하는 재정신청은 검사가 공소를 제기하여야 하는 국가소추주의라는 기소독점주의가 아닌 기소편의주의의 예외라고 볼 수 있으나 재정신청을 받은 고등법원의 결정으로 검찰에 공소제기를 강제하는 방법으로 넓은 의미에서 기소독점주의의 예외라고도 할 수 있다.
재정신청은 1954년 형사소송법을 제정할 때 모든 죄에 대해 재정신청이 가능했으나, 유신헌법 이후 1973년의 형사소송법 개정과정에서 재정신청 대상 범죄가 대폭 축소되었다가, 2007년에 모든 당사자 고소 사건에 대해서 재정신청이 가능해졌으나 오히려 1988년 헌법에서 도입된 공권력 행사나 불행사에 의한 헌법소원 제도에 의하여 검사의 불기소 처분에 대해 위헌을 구하는 헌법소원을 청구할 수 있던 것에서 법원 재정신청을 거치게 되어 국민의 기본권이 침해된 면이 있다. 실제로 검사의 불기소처분에 대해 검찰청법에서 정한 항고를 거쳐서 항고를 기각한 고등검찰청에 대응한 고등법원에 청구하는 재정신청은 극히 일부에 대해서만 받아들여진다. (제3자 고발사건의 경우, 기존의 3개 조항에 대해서만 가능하다.)
공정거래위원회의 전속고발권
독점규제 및 공정거래에 관한 법률 제71조 제1항은 제66조(罰則) 및 제67조(罰則)의 죄는 공정거래위원회의 고발이 있어야 공소를 제기할 수 있다고 규정하여, 독점규제법 위반행위가 형사처벌의 대상이 되는 경우에 공정위가 고발권을 행사하지 아니하면 검찰이 기소를 할 수 없도록 하여 기소독점주의를 제한하고 있다.
- 시장지배적 질서의 남용 금지 규정에 위반하여 남용행위를 한 자
- 기업결합의 제한을 위반하여 기업결합을 한 자
- 지주회사 등의 행위제한 등을 제한한 제8조의2항 내지 제5항을 위반한 자
- 제8조의3을 위반하여 지주회사를 설립하거나 지주회사로 전환한 자
- 제9조(상호출자의 금지 등), 제9조의2(순환출자의 금지)를 위반하여 주식을 취득하거나 소유하고 있는 자
- 제10조의2를 위반하여 채무보증을 하고 있는 자
- 제11조(금융회사 또는 보험회사의 의결권 제한) 또는 제18조(시정조치의 이행확보)의 규정에 위반하여 의결권을 행사한 자
- 제15조(탈법행위의 금지)의 규정에 위반하여 탈법행위를 한 자
- 제19조(부당한 공동행위의 금지)제1항의 규정을 위반하여 부당한 공동행위를 한 자 또는 이를 행하도록 한 자
- 9의2. 제23조(불공정거래행위의 금지)제1항제7호, 제23조의2(특수관계인에 대한 부당한 이익제공 등 금지)제1항 또는 제4항을 위반한 자
- 9의3. 제23조의3(보복조치의 금지)을 위반한 자
- 제26조(사업자 단체의 금지행위) 제1항제1호의 규정에 위반하여 사업자단체의 금지행위를 한 자
- 제50조제2항에 따른 조사 시 폭언ㆍ폭행, 고의적인 현장진입 저지ㆍ지연 등을 통하여 조사를 거부ㆍ방해 또는 기피한 자
- 제23조(불공정거래행위의 금지)제1항(제7호는 제외한다)의 규정에 위반하여 불공정거래행위를 한 자
- 제26조(事業者團體의 금지행위)제1항제2호 내지 제5호의 규정에 위반한 자
- 제29조(再販賣價格維持行爲의 제한)제1항의 규정에 위반하여 재판매가격유지행위를 한 자
- 제5조, 제16조 제1항, 제21조, 제24조, 제27조에 의한 시정조치, 제30조(재판매가격유지계약의 수정) 또는 제31조(시정조치)에 따른 시정조치 또는 금지명령에 응하지 아니한 자
- 제14조제4항에 따른 자료요청에 대하여 정당한 이유 없이 자료 제출을 거부하거나 거짓의 자료를 제출한 자
- 제14조제5항을 위반하여 공인회계사의 회계감사를 받지 아니한 자
- 제50조제1항제3호 또는 같은 조 제3항에 따른 보고 또는 필요한 자료나 물건을 제출하지 아니하거나 거짓의 보고 또는 자료나 물건을 제출한 자
- 제50조제2항에 따른 조사 시 자료의 은닉ㆍ폐기, 접근거부 또는 위조ㆍ변조 등을 통하여 조사를 거부ㆍ방해 또는 기피한 자